# Frontière entre la Chine et l'Inde
La frontière entre la Chine et l'Inde sépare les territoires de la république populaire de Chine et ceux de l'Inde. Elle fait l'objet de contestations et de conflits depuis l'annexion du Tibet par la Chine en 1951.

## Caractéristiques
La frontière entre les deux pays mesure 3 380 km. Elle est composée de trois morceaux distincts, séparés par le Népal et le Bhoutan.
À l'ouest du Népal, le tracé de la frontière court dans l'Himalaya. En 1947, au moment de l'indépendance de l'Inde, une courte frontière sépare la Xinjiang appartenant à la République de Chine et l'Inde. Un litige apparait entre l'Inde et le Pakistan, dès 1947 au Cachemire afin de savoir auquel de ces deux pays ce territoire doit être rattaché, ce qui donne naissance en partie à la premiere guerre indo-pakistanaise. En 1951, à la suite de l'annexion du Tibet par la Chine populaire, la frontière entre les deux pays s'accroit considérablement.
Il est contesté en plusieurs endroits, tout particulièrement au nord dans la région de l'Aksai Chin, administrée par la Chine mais revendiquée par l'Inde. À cet endroit, la frontière correspond de fait à la ligne de contrôle réel entre les deux nations. Encore plus au nord, l'Inde contrôle le glacier de Siachen, revendiqué par le Pakistan, zone frontalière de la Vallée de Shaksgam, occupée par la Chine mais revendiquée par l'Inde.
Entre le Népal et le Bhoutan, l'Inde et la Chine possèdent à nouveau une petite frontière commune, à la suite du rattachement à l'Inde de l'ancien royaume du Sikkim, devenu État fédéré en 1975.
À l'est du Bhoutan, les deux pays ont une frontière jusqu'à la Birmanie. Le tracé de cette frontière est là encore contesté, la Chine ne reconnaissant pas la souveraineté de l'Inde sur l'Arunachal Pradesh. En 1913-1914, l'administrateur britannique Sir Henry McMahon dessina, dans le cadre de la Convention de Simla, une nouvelle ligne frontière de 890 km entre l'Inde britannique et le Tibet, connue sous le nom de ligne McMahon, qui faisait passer sous contrôle britannique divers territoires contrôlés par le Tibet, notamment la région de Tawang. Les représentants britannique, tibétain et chinois paraphèrent la convention, mais le gouvernement de Pékin s'opposa aussitôt à l'accord et renia le paraphe de son délégué,. Depuis lors, les gouvernements chinois successifs, d'abord de la République de Chine, puis de la République populaire de Chine, ont toujours revendiqué la souveraineté chinoise sur cette région qu'ils considèrent comme une partie du Tibet - pays lui-même revendiqué.

## Régions frontalières
- Chine :
  - Xinjiang
  - Région autonome du Tibet
- Inde :
  - Ouest: Himachal Pradesh, Ladakh et Uttarakhand
  - Centre : Sikkim
  - Est : Arunachal Pradesh